# Ancora noi (singolo)
Ancora noi è un singolo del cantautore italiano Luciano Ligabue, pubblicato il 5 aprile 2019 come terzo estratto dal dodicesimo album in studio Start.